# Homunculus (manga)
Homunculus (ホムンクルス, Homunkurusu) est un seinen manga écrit et dessiné par Hideo Yamamoto. Il a été prépublié dans l'hebdomadaire Big Comic Spirits de l'éditeur Shōgakukan, et a été compilé en un total de 15 tomes.
Le manga est publié en France par les éditions Tonkam en quinze volumes sortis entre septembre 2005 et septembre 2011.
Une adaptation live réalisée par Takashi Shimzu est sortie en avril 2021 sur Netflix.

## Synopsis
Manabu Ito est un riche étudiant en médecine qui s'intéresse à l'occultisme, tandis que Susumu Nakoshi est un salaryman très rationnel, en congé prolongé et vivant depuis peu dans sa voiture. En raison de problèmes d'argent, Susumu accepte l'offre de Manabu de subir une trépanation en échange de 700 000 yens. Cette trépanation active une nouvelle fonction de l'Homonculus sensitif de Susumu, qui acquiert alors un sixième sens.

## Liste des volumes
| no | Japonais         | Japonais          | Français          | Français          |
| no | Date de sortie   | ISBN              | Date de sortie    | ISBN              |
| -- | ---------------- | ----------------- | ----------------- | ----------------- |
| 1  | 30 juillet 2003  | 4-0918-7071-6     | 30 septembre 2005 | 2-84580-691-4     |
| 2  | 30 avril 2004    | 4-0918-7072-4     | 14 décembre 2005  | 2-84580-692-2     |
| 3  | 30 juillet 2004  | 4-0918-7073-2     | 5 avril 2006      | 2-84580-693-0     |
| 4  | 24 décembre 2004 | 4-0918-7074-0     | 12 juillet 2006   | 2-84580-694-9     |
| 5  | 28 février 2005  | 4-0918-7075-9     | 4 octobre 2006    | 2-84580-695-7     |
| 6  | 30 août 2005     | 4-0918-7076-7     | 10 janvier 2007   | 2-84580-696-5     |
| 7  | 30 novembre 2006 | 4-0918-0772-0     | 6 juin 2007       | 978-2-7595-0006-2 |
| 8  | 29 juin 2007     | 978-4-0918-1068-7 | 16 avril 2008     | 978-2-7595-0049-9 |
| 9  | 29 février 2008  | 978-4-0918-1747-1 | 24 septembre 2008 | 978-2-7595-0199-1 |
| 10 | 28 août 2009     | 978-4-0918-2129-4 | 17 février 2010   | 978-2-7595-0271-4 |
| 11 | 26 décembre 2009 | 978-4-0918-2250-5 | 12 mai 2010       | 978-2-7595-0272-1 |
| 12 | 27 février 2010  | 978-4-0918-3018-0 | 31 août 2010      | 978-2-7595-0540-1 |
| 13 | 30 juillet 2010  | 978-4-0918-3353-2 | 19 janvier 2011   | 978-2-7595-0607-1 |
| 14 | 25 décembre 2010 | 978-4-0918-3535-2 | 11 mai 2011       | 978-2-7595-0608-8 |
| 15 | 28 avril 2011    | 978-4-0918-3790-5 | 7 septembre 2011  | 978-2-7595-0609-5 |

## Sources
- (en) Homunculus (manga) sur Anime News Network